# Vněkarpatské sníženiny
Vněkarpatské sníženiny obepínají zevně oblouk Karpat ze západu, severu a východu. Jsou obvykle považovány za součásti jednotlivých provincií Karpat, tj. západokarpatské, východokarpatské, případně i jihokarpatské sníženiny. Kromě západokarpatských vnějších sníženin ale není možné nalézt jejich exaktní zařazení v geomorfologickém členění.
Na území České republiky jsou Vněkarpatské sníženiny geomorfologickou subprovincií geomorfologické provincie Západní Karpaty. Probíhají napříč celým územím, od Znojma k Ostravě.
Na území České republiky se člení na:
- Západní Vněkarpatské sníženiny
- Severní Vněkarpatské sníženiny.

Vněkarpatské sníženiny jsou pokryty neogénem, který představuje potektonickou formaci, postiženou především radiální tektonikou (flexury a poklesy).